# Сан Романо ин Гарфањана
Сан Романо ин Гарфањана (итал. San Romano in Garfagnana) је насеље у Италији у округу Лука, региону Тоскана.
Према процени из 2011. у насељу је живело 1432 становника. Насеље се налази на надморској висини од 548 м.

## Становништво
Према резултатима пописа становништва 2011. у општини је живело 1.459 становника.
| 1931. | 1936. | 1951. | 1961. | 1971. | 1981. | 1991. | 2001. | 2011. |
| ----- | ----- | ----- | ----- | ----- | ----- | ----- | ----- | ----- |
| 2.190 | 2.187 | 2.010 | 1.719 | 1.535 | 1.441 | 1.408 | 1.432 | 1.459 |